# IC 597
IC 597 је спирална галаксија у сазвјежђу Секстант која се налази на листи објеката дубоког неба у Индекс каталогу.
Деклинација објекта је - 6° 53' 55" а ректасцензија 10h 10m 11,9s. Привидна величина (магнитуда) објекта IC 597 износи 15,0 а фотографска магнитуда 15,8. IC 597 је још познат и под ознакама NPM1G -06.0286, PGC 154761.